# Donna Williams
Pour les articles homonymes, voir Williams.
Donna Williams, née le 12 octobre 1963 à Melbourne et morte le 22 avril 2017 à Ringwood East (en), banlieue de Melbourne, est une écrivaine australienne de best-sellers et artiste pluridisciplinaire.
Atteinte du trouble du spectre de l’autisme, elle révèle également dans son blog avoir été diagnostiquée porteuse de troubles dissociatifs de l'identité en 2010 et avoir quinze alters (ou personnalités alternatives), résultant de maltraitances issues de son enfance.
Elle a créé le concept d'anxiété d'exposition (exposure anxiety), qu'elle décrit comme une « auto-protection émotionnelle et sociale involontaire » et une « condition handicapante affectant une grande proportion de personnes sur le spectre de l'autisme ».

## Biographie
Elle meurt le 22 avril 2017 des suites d'un cancer du sein.

### Œuvre traduite en français
- Si on me touche, je n'existe plus, trad.  de l'anglais par Fabienne Gérard, préf. de Lawrence Bartak, (Nobody nowhere), R. Laffont, Paris, 1992.